# Mordella aradasiana
Mordella aradasiana es una especie de coleóptero de la familia Mordellidae.

## Distribución geográfica
Habita en Italia.